# Luiz Suzin Marini
Luiz Suzin Marini (Concórdia, 28 de setembro de 1935 – Florianópolis, 31 de janeiro de 2023) foi um político brasileiro.
Foi prefeito eleito de Concórdia em duas oportunidades: de 31 de janeiro de 1966 a 31 de janeiro de 1970, e de 1 de fevereiro de 1983 a 31 de dezembro de 1988.
Foi deputado à Assembleia Legislativa de Santa Catarina na 12ª legislatura (1991 — 1995) e na 13ª legislatura (1995 — 1999).

## Morte
Marini morreu no dia 31 de janeiro de 2023, aos 87 anos. Estava internado em decorrência de um câncer na região da coluna, descoberto recentemente. 